# ليون براون (لاعب كرة قاعدة)
ليون براون (بالإنجليزية: Leon Brown)‏ هو لاعب كرة قاعدة أمريكي، ولد في 16 نوفمبر 1949.